# Thermi-point pistool

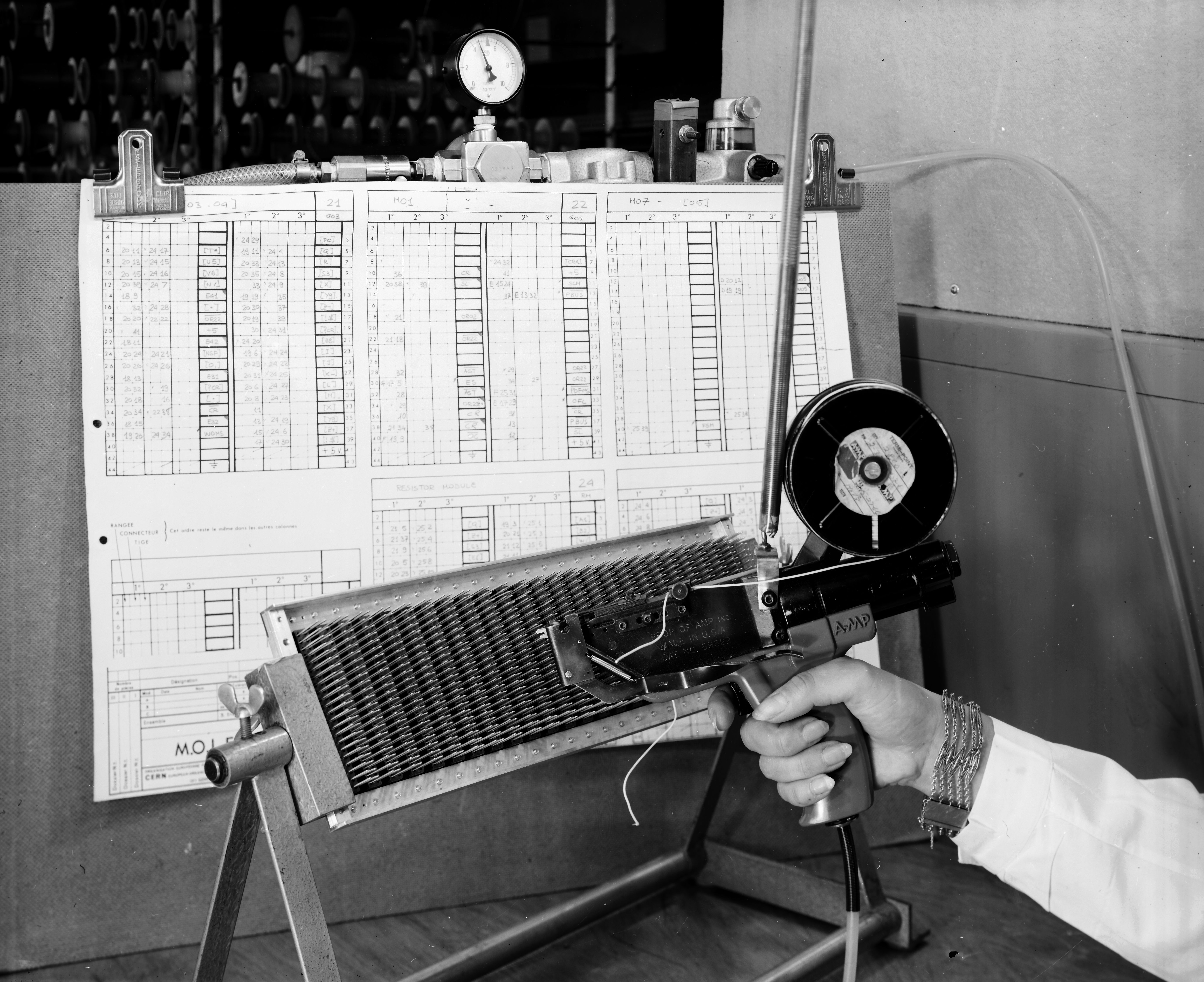
Thermi-point pistool (1968)

Een thermi-point pistool (ook wel termi-point pistool) is een gereedschap dat gebruikt wordt voor de installatie van bedrading op een aansluitbord, bestaand uit rijen van rechthoekige plaatjes. Het apparaat maakt gebruik van perslucht om een clip met een gestript draad op een plaatje te bevestigen. Deze methode van bedrading is de voorganger van klemmenstroken. De techniek bestaat al minstens sinds de jaren 60.